# Cronstedtit
Cronstedtit ist ein selten vorkommendes Mineral aus der Mineralklasse der „Silikate und Germanate“ mit der chemischen Zusammensetzung (Fe2+,Fe3+)3(Si,Fe3+)2O5(OH)4 oder in der kristallchemischen Strukturformelschreibweise (Fe2+,Fe3+)6[(OH)8|(Si,Fe3+)4O10]. Cronstedtit ist damit chemisch gesehen ein Eisen-Silikat mit zusätzlichen Hydroxidionen. Die in den runden Klammern angegebenen Elemente des zweiwertigen und dreiwertigen Eisens sowie Silicium und dreiwertiges Eisen können sich in der Formel jeweils gegenseitig vertreten (Substitution, Diadochie), stehen jedoch immer im selben Mengenverhältnis zu den anderen Bestandteilen des Minerals.
Cronstedtit kristallisiert je nach Polytyp im monoklinen, trigonalen oder hexagonalen Kristallsystem, wobei die trigonalen und hexagonalen Formen überwiegen. Er entwickelt meist drei- bis sechseckige, längsgestreifte Prismen, die sich zu einem Ende hin verjüngen und oft variable Gruppen bilden, kommt aber auch in Form von nierenförmigen oder massigen Aggregaten vor. Bekannt sind zudem spezielle Zwillingsbildungen mit der c-Achse [001] als Zwillingsachse, bei denen zwei sich gegenseitig durchdringende trigonale Pyramiden sechsstrahlige zusammengesetzte, sternenförmige Kristalle erzeugen.
Das Mineral ist im Allgemeinen undurchsichtig bis nahezu opak und zeigt auf den kohlschwarzen bis bräunlichschwarzen Oberflächen einen wachsähnlichen bis schwach metallischen Glanz. In dünnen Lamellen erscheint es dagegen dunkel smaragdgrün. Seine Strichfarbe ist allerdings immer dunkelolivgrün.

## Etymologie und Geschichte
Erstmals entdeckt wurde Cronstedtit in Mineralproben aus dem Bergbaurevier Příbram in Mittelböhmen (heute: Středočeský kraj) im heutigen Tschechien. Die Analyse und Erstbeschreibung erfolgte 1820 durch den österreichischen Pharmazeuten und Chemiker Josef Johann Steinmann (auch Joseph Steinmann; 1779–1833), der das Mineral nach dem schwedischen Chemiker und Mineralogen Axel Frederic Cronstedt benannte.
Ein Aufbewahrungsort für das Typmaterial des Minerals ist nicht bekannt.

## Klassifikation
Bereits in der veralteten 8. Auflage der Mineralsystematik nach Strunz gehörte der Cronstedtit zur Mineralklasse der „Silikate und Germanate“ und dort zur Abteilung der „Schichtsilikate (Phyllosilikate)“, wo er zusammen mit Amesit, Antigorit, Berthierin, Chrysotil, Greenalith, Karyopilit, Lizardit und Népouit sowie dem inzwischen als Varietät von Pennantit diskreditierten Grovesit die „Serpentin-Reihe (trioktaedrisch)“ mit der System-Nr. VIII/E.10b bildete.
In der zuletzt 2018 überarbeiteten Lapis-Systematik nach Stefan Weiß, die formal auf der alten Systematik von Karl Hugo Strunz in der 8. Auflage basiert, erhielt das Mineral die System- und Mineralnummer VIII/H.27-120. Dies entspricht ebenfalls Abteilung „Schichtsilikate“, wo Cronstedtit zusammen mit Amesit, Antigorit, Berthierin, Brindleyit, Carlosturanit, Chrysotil, Dozyit, Fraipontit, Greenalith, Guidottiit, Karpinskit, Karyopilit, Kellyit, Lizardit, Népouit und Pecorait die „Serpentingruppe“ mit der Systemnummer VIII/H.27 bildet.
Die von der International Mineralogical Association (IMA) zuletzt 2009 aktualisierte 9. Auflage der Strunz’schen Mineralsystematik ordnet den Cronstedtit in die erweiterte Klasse der „Silikate und Germanate“, dort aber ebenfalls in die Abteilung „Schichtsilikate (Phyllosilikate)“ ein. Diese ist allerdings weiter unterteilt nach der Struktur der Silikatschichten, so dass das Mineral entsprechend seinem Aufbau in der Unterabteilung „Schichtsilikate (Phyllosilikate) mit Kaolinitschichten, zusammengesetzt aus tetraedrischen und oktaedrischen Netzen“ zu finden, wo es zusammen mit Amesit, Antigorit, Berthierin, Brindleyit, Chrysotil, Fraipontit, Greenalith, Karyopilit, Kellyit, Lizardit, Manandonit, Népouit und Pecorait die „Serpentingruppe“ mit der Systemnummer 9.ED.15 bildet.
In der vorwiegend im englischen Sprachraum gebräuchlichen Systematik der Minerale nach Dana hat Cronstedtit die System- und Mineralnummer 71.01.02c.07. Das entspricht ebenfalls der Klasse der „Silikate“ und dort der Abteilung „Schichtsilikatminerale“. Hier findet er sich innerhalb der Unterabteilung „Schichtsilikate: Schichten von sechsgliedrigen Ringen mit 1:1-Lagen“ in der  „Serpentingruppe (Amesit-Untergruppe)“, in der auch Amesit, Berthierin, Brindleyit, Fraipontit, Kellyit und Manandonit eingeordnet sind.

## Kristallstruktur
Von Cronstedtit sind insgesamt 10 Polytypen mit monokliner, trigonaler oder hexagonaler Symmetrie bekannt:
| Name            | Kristallsystem | Kristallklasse             | Raumgruppe      | Gitterparameter                               | Formeleinheiten pro Elementarzelle |
| --------------- | -------------- | -------------------------- | --------------- | --------------------------------------------- | ---------------------------------- |
| Cronstedtit-1M  | monoklin       | monoklin-domatisch; m      | Cm (Nr. 8)      | a = 5,49 Å; b = 9,51 Å; c = 7,32 Å β = 104,5° | 1                                  |
| Cronstedtit-2M1 | monoklin       | m                          | Cc (Nr. 9)      | a = 5,49 Å; b = 9,51 Å; c = 14,29 Å β = 82,6° | 2                                  |
| Cronstedtit-9R  | trigonal       | -                          | -               | a = 9,56 Å; c = 63,85 Å                       | 18                                 |
| Cronstedtit-1T  | trigonal       | ditrigonal-pyramidal; 3m   | P31m (Nr. 157)  | a = 5,49 Å; c = 7,08 Å                        | 0,5                                |
| Cronstedtit-2T  | trigonal       | 3m                         | P31c (Nr. 159)  | a = 5,49 Å; c = 14,17 Å                       | 1                                  |
| Cronstedtit-3T  | trigonal       | trigonal-pyramidal; 3      | P31 (Nr. 144)   | a = 5,50 Å; c = 21,35 Å                       | 1,5                                |
| Cronstedtit-6R  | trigonal       | 3                          | R3 (Nr. 146)    | a = 5,49 Å; c = 42,5 Å                        | 3                                  |
| Cronstedtit-6H  | hexagonal      | -                          | -               | a = 5,49 Å; c = 42,5 Å                        | 3                                  |
| Cronstedtit-2H1 | hexagonal      | dihexagonal-pyramidal; 6mm | P63cm (Nr. 185) | a = 5,49 Å; c = 14,17 Å                       | 1                                  |
| Cronstedtit-2H2 | hexagonal      | hexagonal-pyramidal; 6     | P63 (Nr. 173)   | a = 5,49 Å; c = 14,17 Å                       | 1                                  |

## Bildung und Fundorte

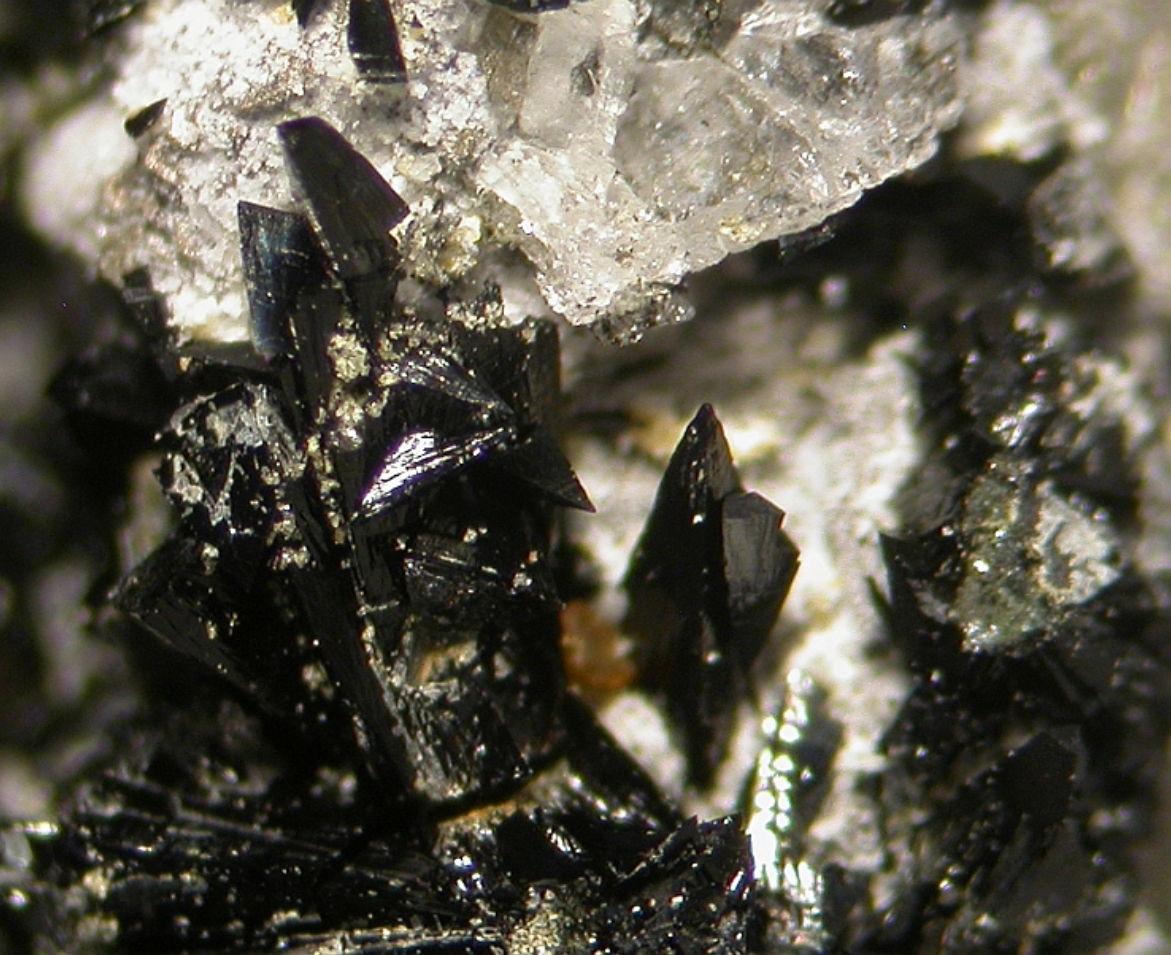
Scharfkantige Cronstedtitkristalle aus der Grube Hohe Warte im Hagental, Gernrode im Harz, Sachsen-Anhalt, Deutschland (Sichtfeld: 5 mm)

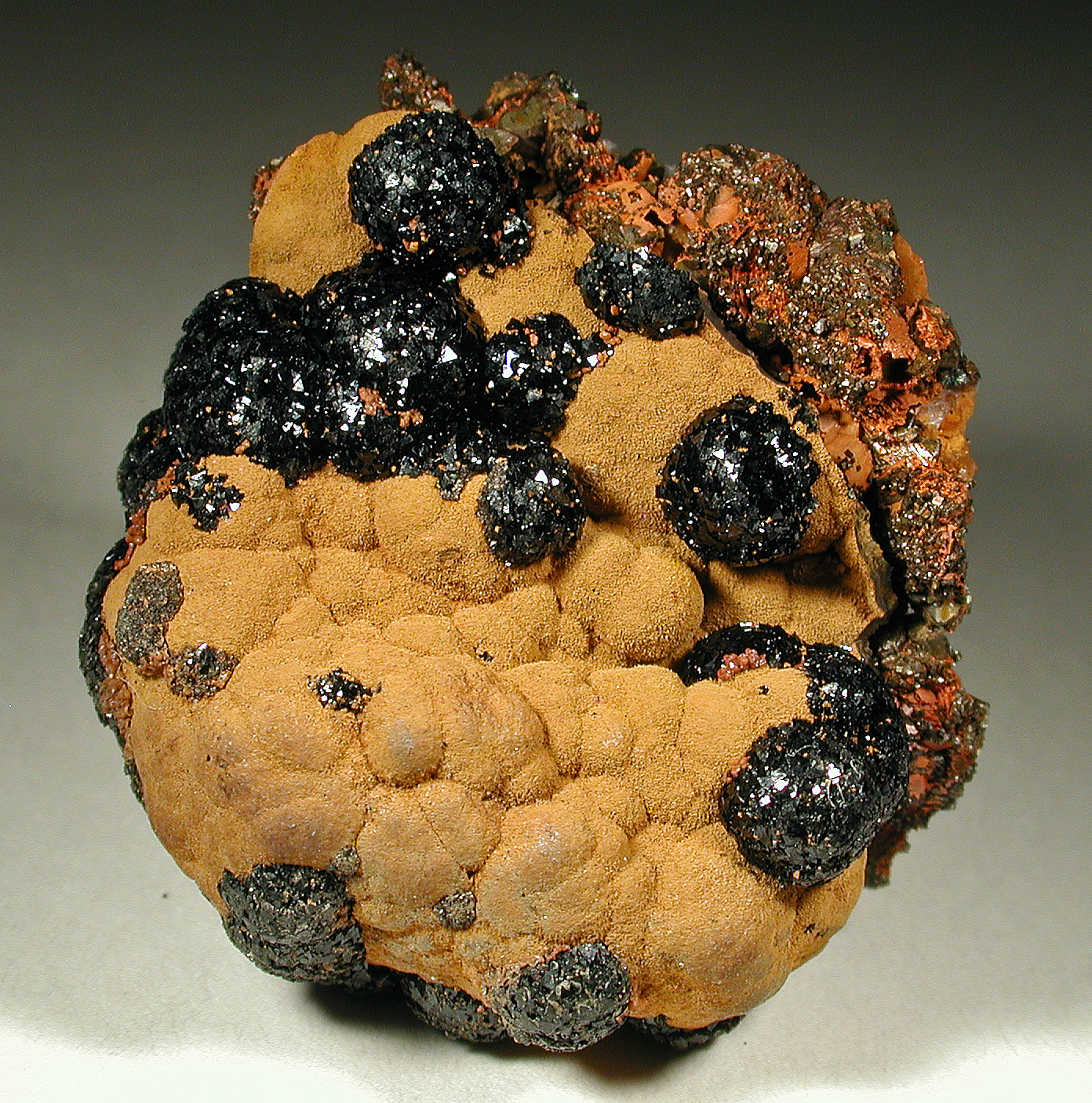
Kugelförmige Cronstedtit-Kristallaggregate auf Matrix aus der Siglo Veinte Mine, Llallagua, Potosí, Bolivien

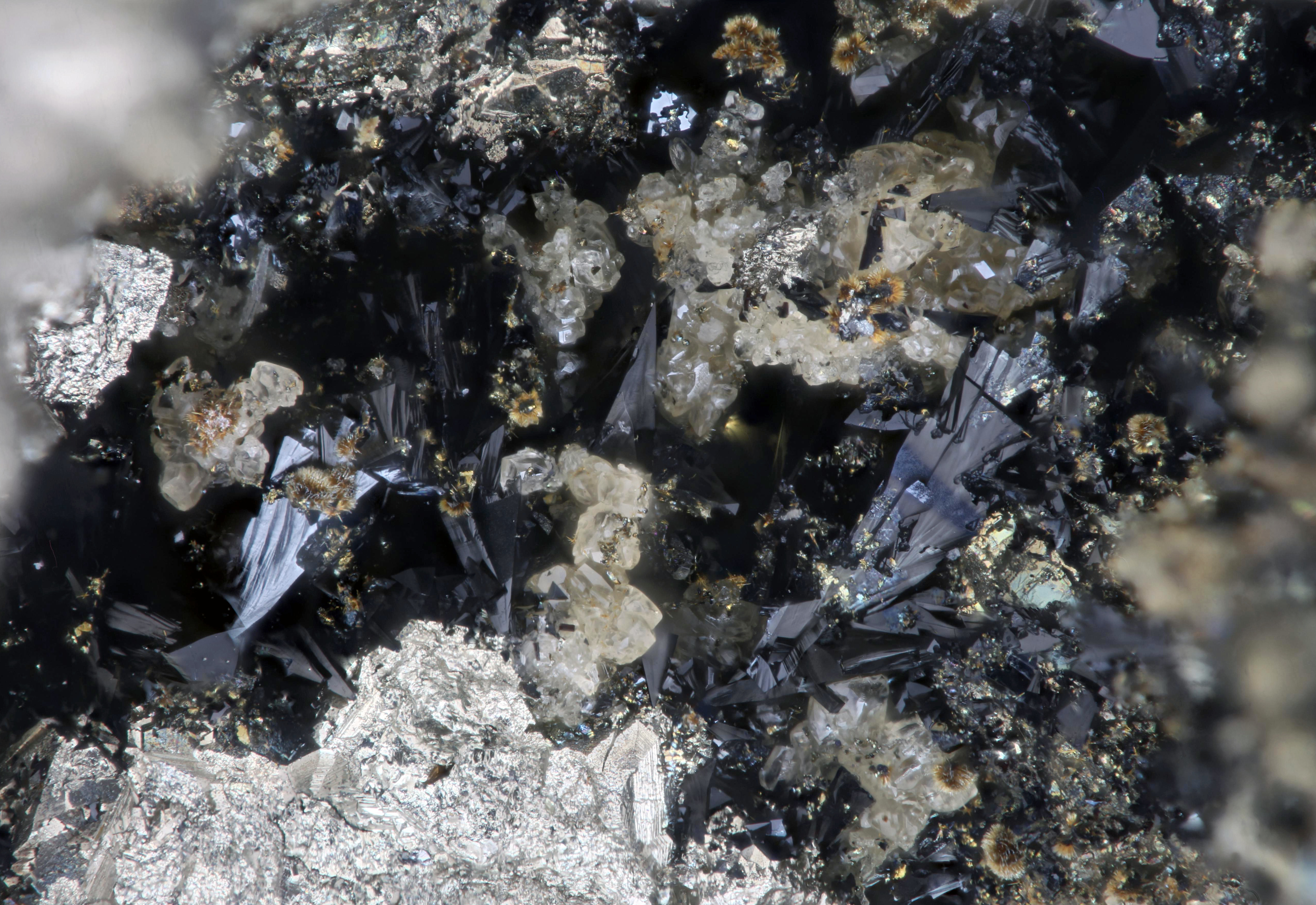
Dreieckig-spitzpyramidale Cronstedtitkristalle aus der Oswaldo-Mine Nr. 2, Bezirk Hanover-Fierro Mining, Grant County (New Mexico), USA (Sichtfeld: 1,7 mm)

Cronstedtit bildet sich bei niedrigen Temperaturen in hydrothermalen Erzgängen. Als Begleitminerale treten unter anderem Klinochlor, Pyrit, Quarz, Siderit und Sphalerit auf.
Als seltene Mineralbildung konnte Cronstedtit nur an wenigen Orten nachgewiesen werden, wobei weltweit bisher rund 55 Fundorte dokumentiert sind. Außer an seiner Typlokalität im Bergbaurevier Příbram fand sich das Mineral im Středočeský kraj (Mittelböhmen) noch im Bergbaugebiet um Kutná Hora (Kuttenberg). Weitere bekannte Fundstätten in Tschechien sind die Gemeinde Pohled (Frauental) im Kraj Vysočina (Region Hochland), Zlaté Hory (Zuckmantel) im Olomoucký kraj, Chvaletice und Pardubice im Pardubický kraj und Krupka (Graupen) im Ústecký kraj. Bekanntheit erlangte hier vor allem der Vojtech-Schacht (Grube Adalbert) mit gut entwickelten, fächerförmigen Kristall-Aggregaten.
In Deutschland wurde Cronstedtit in der Grube Bayerland bei Pfaffenreuth in der Gemeinde Leonberg (Oberpfalz) in Bayern sowie in den „Glückhilfsschächten“ bei Welfesholz und der ehemaligen Grube Hohe Warte im Hagental bei Gernrode im Harz in Sachsen-Anhalt gefunden. Letztere war ebenfalls bekannt für ihre reichhaltigen Cronstedtitfunde mit zwar nur sehr kleinen, aber überwiegend gut ausgebildeten, scharfkantigen Kristallen.
In Österreich konnte Cronstedtit bisher im Eisenglimmerbergwerk der Waldenstein KG bei Wolfsberg (Kärnten), im ehemaligen Steinbruch II bei Loja in der Gemeinde Persenbeug-Gottsdorf (Niederösterreich) und im Arsenbergbau des Bergbaureviers Rotgülden in der Gemeinde Muhr (Salzburg) gefunden werden.
Weitere Fundorte liegen unter anderem in Argentinien, Armenien, Australien, Bolivien, Costa Rica, Dänemark, der Demokratischen Republik Kongo, Frankreich, Griechenland, Indien, Italien, Jemen, Kasachstan, Marokko, Mexiko, Norwegen, Oman, Peru, Rumänien, Sambia, Slowakei, Spanien, Südafrika, Ukraine, Ungarn, im Vereinigten Königreich (England) und den Vereinigten Staaten von Amerika (Arizona, Connecticut, Kalifornien, Kentucky, Michigan, Nevada, New Mexico, Texas).